# Alboraia-Peris Aragó (métro de Valence)
Alboraia-Peris Aragó est une station de la ligne 3 et une station terminus la ligne 9 du métro de Valence. Elle est située rue du Chanoine Julien, à Alboraia.

## Situation sur le réseau
Établie en souterrain, la station Alboraia-Peris Aragó du métro de Valence est située sur la ligne 3, entre Almàssera et Alboraia Palmaret ; et sur la ligne 9, dont elle constitue le terminus est, après Alboraia Palmaret.

## Histoire
La station ouvre au public le 5 mai 1995, à l'occasion d'un prolongement du réseau. La station, initialement installée en surface, est enfouie et rouvre au public le 12 décembre 2010.